# La Soledad, Salamanca
La Soledad är en ort i Mexiko.   Den ligger i kommunen Salamanca och delstaten Guanajuato, i den centrala delen av landet, 250 km nordväst om huvudstaden Mexico City. La Soledad ligger 1 719 meter över havet och antalet invånare är 288.
Terrängen runt La Soledad är platt åt sydväst, men åt nordost är den kuperad. Runt La Soledad är det tätbefolkat, med 257 invånare per kvadratkilometer. Närmaste större samhälle är Salamanca, 6,8 km sydväst om La Soledad. Runt La Soledad är det i huvudsak tätbebyggt.